# Zdolność do czynności prawnych
Zdolność do czynności prawnych – w prawie cywilnym zdolność do dokonywania we własnym imieniu czynności prawnych, czyli do przyjmowania i składania oświadczeń woli mających na celu wywołanie powstania, zmiany lub ustania stosunku prawnego. Innymi słowy, jest to zdolność do samodzielnego kształtowania swojej sytuacji prawnej (nabywania praw i zaciągania zobowiązań).
Zdolność do czynności prawnych jest szczegółowo uregulowana przez przepisy części ogólnej Kodeksu cywilnego.

## Stopniowanie zdolności do czynności prawnych
Zdolność do czynności prawnych może być pełna albo ograniczona, można jej również nie mieć w ogóle.
Pełną zdolność do czynności prawnych mają pełnoletnie, nieubezwłasnowolnione osoby fizyczne oraz wszystkie osoby prawne i jednostki organizacyjne nieposiadające osobowości prawnej, lecz posiadające zdolność prawną. Przesłanką niezbędną do posiadania pełnej zdolności do czynności prawnych przez osoby fizyczne jest pełnoletniość, a nie wiek.
Ograniczoną zdolność do czynności prawnych mają osoby małoletnie, które ukończyły 13 lat oraz osoby ubezwłasnowolnione częściowo, a także osoby, w stosunku do których obowiązuje postanowienie o ustanowieniu doradcy tymczasowego, wydane przez sąd w trakcie postępowania o ubezwłasnowolnienie.
Zgodnie z polskim prawem zdolności do czynności prawnych nie mają osoby fizyczne, które nie ukończyły 13 lat, oraz osoby ubezwłasnowolnione całkowicie.

## Utrata zdolności do czynności prawnych
Utrata zdolności do czynności prawnych następuje z chwilą ustania zdolności prawnej albo w razie całkowitego ubezwłasnowolnienia (w przypadku osoby fizycznej). Zdolności do czynności prawnych nie można się zrzec.

## Następstwa braku bądź ograniczenia zdolności do czynności prawnych
Czynność prawna dokonana przez osobę, która nie ma zdolności do czynności prawnych, jest (co do zasady) nieważna. Jednakże umowa należąca do umów powszechnie zawieranych w drobnych bieżących sprawach życia codziennego zawarta przez taką osobę staje się ważna z chwilą całkowitego wykonania. Nie dotyczy to sytuacji, gdy czynność pociąga za sobą rażące pokrzywdzenie osoby niezdolnej do czynności prawnych.
Zasadniczo do ważności umowy, przez którą osoba ograniczona w zdolności do czynności prawnych zaciąga zobowiązanie lub rozporządza swoim prawem, potrzebna jest zgoda jej przedstawiciela ustawowego. Wyjątkami są:
- umowy należące do umów powszechnie zawieranych w drobnych bieżących sprawach życia codziennego
- czynności prawne dotyczące przedmiotów majątkowych oddanych osobie o ograniczonej zdolności do czynności prawnych przez przedstawiciela ustawowego do swobodnego używania – wyjątek stanowią czynności prawne, do których dokonania według ustawy nie wystarcza zgoda przedstawiciela ustawowego
- czynności prawne, przez które osoba ograniczona w zdolności do czynności prawnych rozporządza swoim zarobkiem, chyba że sąd opiekuńczy z ważnych powodów postanowi inaczej.

Osoba ograniczona w zdolności do czynności prawnych może bez zgody przedstawiciela ustawowego nawiązać stosunek pracy oraz dokonywać czynności prawnych dotyczących tego stosunku. Przedstawiciel ustawowy może jednak stosunek pracy rozwiązać, za zgodą sądu opiekuńczego, gdy nie jest on zgodny z dobrem tej osoby (art. 22 § 3 Kodeksu pracy).

## Ograniczenia zdolności do czynności prawnych w historii prawa
Początkowo o nabyciu zdolności do czynności prawnych decydowało osiągnięcie dojrzałości fizycznej, ustalane w drodze oględzin. Z czasem przyjęto sztywne granice wieku dla pełnoletniości, wynoszące w prawie średniowiecznym i nowożytnym 12–15 lat. Po osiągnięciu tak zwanych lat sprawnych osoba nabywała pełną zdolność do czynności prawnych. W okresie nowożytnym wprowadzono kolejną kategorię: lata roztropne (dojrzałe). Po osiągnięciu lat sprawnych osoba miała ograniczoną zdolność do czynności prawnych; po osiągnięciu lat roztropnych pełna zdolność. W XIX wieku pełna zdolność do czynności prawnych była łączona z pełnoletniością (21 lat w Kodeksie Napoleona i w Bürgerliches Gesetzbuch, 20 lat w Zivilgesetzbuch).
Prawo średniowieczne wymagało, aby kobiety pozostawały pod obligatoryjną opieką.
Początkowo przy ocenie zdolności do czynności prawnych brano pod uwagę zarówno zdrowie fizyczne, jak i psychiczne. W czasach nowożytnych wykształciły się zasady ubezwłasnowalniania chorych psychicznie (np. w Polsce od 1638). Przesłanką ubezwłasnowolnienia mogło być także trwonienie majątku (Landrecht pruski).

## W prawie prywatnym międzynarodowym
O przesłankach zdolności do czynności prawnej oraz stopniu zdolności wymaganej do dokonania czynności prawnej i skutkach jej braku według ustawy Prawo prywatne międzynarodowe rozstrzyga statut personalny danej osoby.
Jeżeli osoba fizyczna lub prawna dokonuje czynności w zakresie swego przedsiębiorstwa, jej zdolność podlega państwu, w którym znajduje się siedziba tego przedsiębiorstwa.
Według ustawy z 1965 r. jeżeli cudzoziemiec (osoba fizyczna) niezdolny według swojego prawa ojczystego dokonał w Polsce czynności prawnej mającej wywrzeć skutek w Polsce, zdolność podlegała prawu polskiemu, o ile wymagała tego ochrona osób działających w dobrej wierze. Od tego przepisu istniały wyjątki: nie dotyczył on spraw z zakresu prawa rodzinnego i opiekuńczego oraz spadkowego. W myśl ustawy z 2011 r. jeżeli umowę zawarły osoby znajdujące się w tym samym państwie, osoba fizyczna, która ma zdolność do jej zawarcia według prawa tego państwa, może się powołać na swoją niezdolność wynikającą z prawa właściwego wyłącznie wtedy, gdy w chwili zawarcia umowy druga strona działała w złej wierze. Ustawa z 2011 r. rozszerzyła wyjątek od tej zasady na czynności rozporządzające dotyczące nieruchomości położonych w innym państwie niż państwo, w którym czynność prawna została dokonana.
Zdolność wekslową i czekową ocenia się według prawa ojczystego danej osoby. Jeżeli jednak ktoś według prawa ojczystego nie ma zdolności wekslowej, lecz podpisał weksel w kraju, według prawa którego miał taką zdolność, to zobowiązanie jest ważne. Przepis ten nie dotyczy polskich obywateli, którzy zaciągnęli zobowiązania wekslowe za granicą.